# Syrrhopodon gardneri
Syrrhopodon gardneri är en bladmossart som beskrevs av Schwaegrichen 1824. Syrrhopodon gardneri ingår i släktet Syrrhopodon och familjen Calymperaceae. Inga underarter finns listade i Catalogue of Life.